# Sphaerotheristus supoti
Sphaerotheristus supoti är en rundmaskart som beskrevs av Timm 1968. Sphaerotheristus supoti ingår i släktet Sphaerotheristus och familjen Monhysteridae. Inga underarter finns listade i Catalogue of Life.